# Open Bogotá 2021
L'Open Bogotá 2021 è stato un torneo maschile di tennis giocato sulla terra rossa. È stata la 13ª edizione del torneo, facente parte della categoria Challenger 80 nell'ambito dell'ATP Challenger Tour 2021. Si è giocato al Carmel Club di Bogotà, in Colombia, dal 18 al 24 ottobre 2021.

## Partecipanti

### Teste di serie
| Nazionalità | Giocatore          | Ranking* | Testa di serie |
| ----------- | ------------------ | -------- | -------------- |
| Colombia    | Daniel Elahi Galán | 105      | 1              |
| Germania    | Daniel Altmaier    | 114      | 2              |
| Rep. Ceca   | Vít Kopřiva        | 198      | 3              |
| Cile        | Nicolás Jarry      | 217      | 4              |
| Argentina   | Facundo Mena       | 245      | 5              |
| Paesi Bassi | Jesper de Jong     | 246      | 6              |
| Stati Uniti | Ulises Blanch      | 256      | 7              |
| Tunisia     | Malek Jaziri       | 287      | 8              |

* Ranking al 4 ottobre 2021.

### Altri partecipanti
I seguenti giocatori hanno ricevuto una wild card per il tabellone principale:
- Alejandro Gómez
- Juan Sebastián Gómez
- Enrique Peña

Il seguente giocatore è entrato in tabellone con il ranking protetto:
- Gerald Melzer

Il seguente giocatore è entrato in tabellone come alternate:
- Matías Zukas

I seguenti giocatori sono passati dalle qualificazioni:
- Nicolás Barrientos
- Luca Castelnuovo
- Enzo Couacaud
- Jaroslav Pospíšil

## Campioni

### Singolare
Gerald Melzer ha sconfitto in finale  Facundo Mena con il punteggio di 6–2, 3–6, 7–6(5).

### Doppio
Nicolás Jarry /  Roberto Quiroz hanno sconfitto in finale  Nicolás Barrientos /  Alejandro Gómez con il punteggio di 6(4)–7, 7–5, [10–4].